# Abigail Cowen
Abigail Cowen (ur. 18 marca 1998 w Gainesville) – amerykańska aktorka, wystąpiła m.in. w serialach Przeznaczenie: Saga Winx i Chilling Adventures of Sabrina.

## Filmografia

### Filmy
| Rok  | Tytuł           | Rola               | Uwagi |
| ---- | --------------- | ------------------ | ----- |
| 2020 | Wierzę w Ciebie | Adrienne Liesching |       |
| 2021 | Witch Hunt      | Fiona              |       |
| 2022 | Redeeming Love  | Angel              |       |
| 2024 | Electra         | Lucy               |       |

### Telewizja
| Rok       | Tytuł                          | Rola              | Uwagi      |
| --------- | ------------------------------ | ----------------- | ---------- |
| 2014      | Red Band Society               | Brooklyn          | 1 odc.     |
| 2017      | Stranger Things                | Vicki Charmichael | 2 odc.     |
| 2017–2018 | Wisdom of the Crowd            | Mia Tanner        | 5 odc.     |
| 2018      | The Fosters                    | Eliza Hunter      | 4 odc.     |
| 2018–2020 | Chilling Adventures of Sabrina | Dorcas Night      | 26 odc.    |
| 2019      | The Power Couple               | Ricochet          | miniserial |
| 2021–2022 | Przeznaczenie: Saga Winx       | Bloom             | gł. rola   |